# Hans Brinker Symphony

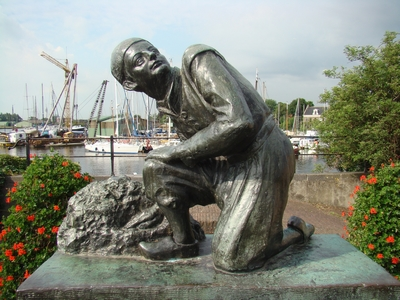
Beeld van Gra Rueb dat op de hoes staat afgebeeld

Hans Brinker Symphony is een symfonisch rocknummer van de gelegenheidsformatie Holland. Het werd in 1971 op een single uitgebracht met een remake (The zilverfleet) van het oud-Hollandse liedje De zilvervloot op de B-kant. Het was de enige single van Holland, een band die bestond uit Patricia en Yvonne Paay, Anita Meyer, Trudie Huysdens en leden uit Earth & Fire en de Golden Earring.
Het nummer werd gecomponeerd door Freddy Haayen en is een bewerking die er de melodielijn van het volksliedje De uil zat in de olme; dat laatste lied diende twee jaar later ook nog als basis voor Den Uyl is in den olie van Vader Abraham.
Het lied werd geschreven voor de finale van 6 M. 2 N.A.P. (Beat behind the dikes), een muziektelevisieprogramma rondom nederbiet met de Hollandse geschiedenis als thema. Het was een coproductie van Bob Rooyens voor de AVRO en Bavaria, die de finale respectievelijk op 30 december 1970 in Nederland en 8 maart 1971 in Duitsland uitzonden.
De titel verwijst naar het verhaal De held van Haarlem uit het boek Hans Brinker of de zilveren schaatsen. In dit verhaal voorkomt een jongen een dijkdoorbraak door zijn vinger in de dijk te steken. De hoes wordt gesierd door een beeld over dit verhaal dat in Spaarndam staat. 
Het nummer stond voorts op een compilatiealbum met de titel Hits made in Holland, dat door Polydor op de Duitse markt werd uitgegeven. Daarop ook de artiesten als Golden Earring, Focus en Greenfield & Cook.

## Bezetting
De bezetting bestond uit:
- Ina Arnold (zang)
- Barry Hay (zang)
- Trudie Huysdens (zang)
- Jerney Kaagman (zang)
- Anita Meyer (zang)
- Patricia Paay (zang)
- Yvonne Paay (zang)
- Chris Koerts (gitaar, zang)
- George Kooymans (gitaar, zang)
- Joop Scholten (gitaar, zang)
- Cesar Zuiderwijk (drum, zang)
- Louis Debij (drums)
- Gerard Koerts (toetsen, zang)
- Cees Schrama (toetsen)
- Piet Hein Veening (basgitaar)

## Hitnoteringen
Nederlandse Top 40
| Hitnoteringen: 16 januari t/m 20 februari 1971 | Hitnoteringen: 16 januari t/m 20 februari 1971 | Hitnoteringen: 16 januari t/m 20 februari 1971 | Hitnoteringen: 16 januari t/m 20 februari 1971 | Hitnoteringen: 16 januari t/m 20 februari 1971 | Hitnoteringen: 16 januari t/m 20 februari 1971 | Hitnoteringen: 16 januari t/m 20 februari 1971 | Hitnoteringen: 16 januari t/m 20 februari 1971 |
| Week:                                          | 1                                              | 2                                              | 3                                              | 4                                              | 5                                              | 6                                              |                                                |
| ---------------------------------------------- | ---------------------------------------------- | ---------------------------------------------- | ---------------------------------------------- | ---------------------------------------------- | ---------------------------------------------- | ---------------------------------------------- | ---------------------------------------------- |
| Positie:                                       | 23                                             | 13                                             | 8                                              | 7                                              | 12                                             | 21                                             | uit                                            |

Hilversum 3 Top 30
| Hitnoteringen: 23 januari t/m 27 februari 1971 | Hitnoteringen: 23 januari t/m 27 februari 1971 | Hitnoteringen: 23 januari t/m 27 februari 1971 | Hitnoteringen: 23 januari t/m 27 februari 1971 | Hitnoteringen: 23 januari t/m 27 februari 1971 | Hitnoteringen: 23 januari t/m 27 februari 1971 | Hitnoteringen: 23 januari t/m 27 februari 1971 | Hitnoteringen: 23 januari t/m 27 februari 1971 |
| Week:                                          | 1                                              | 2                                              | 3                                              | 4                                              | 5                                              | 6                                              |                                                |
| ---------------------------------------------- | ---------------------------------------------- | ---------------------------------------------- | ---------------------------------------------- | ---------------------------------------------- | ---------------------------------------------- | ---------------------------------------------- | ---------------------------------------------- |
| Positie:                                       | 17                                             | 7                                              | 5                                              | 6                                              | 12                                             | 29                                             | uit                                            |

Discografie